# Ramiro Castillo
Ramiro Castillo (27 de març de 1966 - 18 d'octubre de 1997) fou un futbolista bolivià.

## Selecció de Bolívia
Va formar part de l'equip bolivià a la Copa del Món de 1994.